# Bayreuth
Bayreuth este un oraș din regiunea administrativă Franconia Superioară, landul Bavaria, Germania.

## Istoric

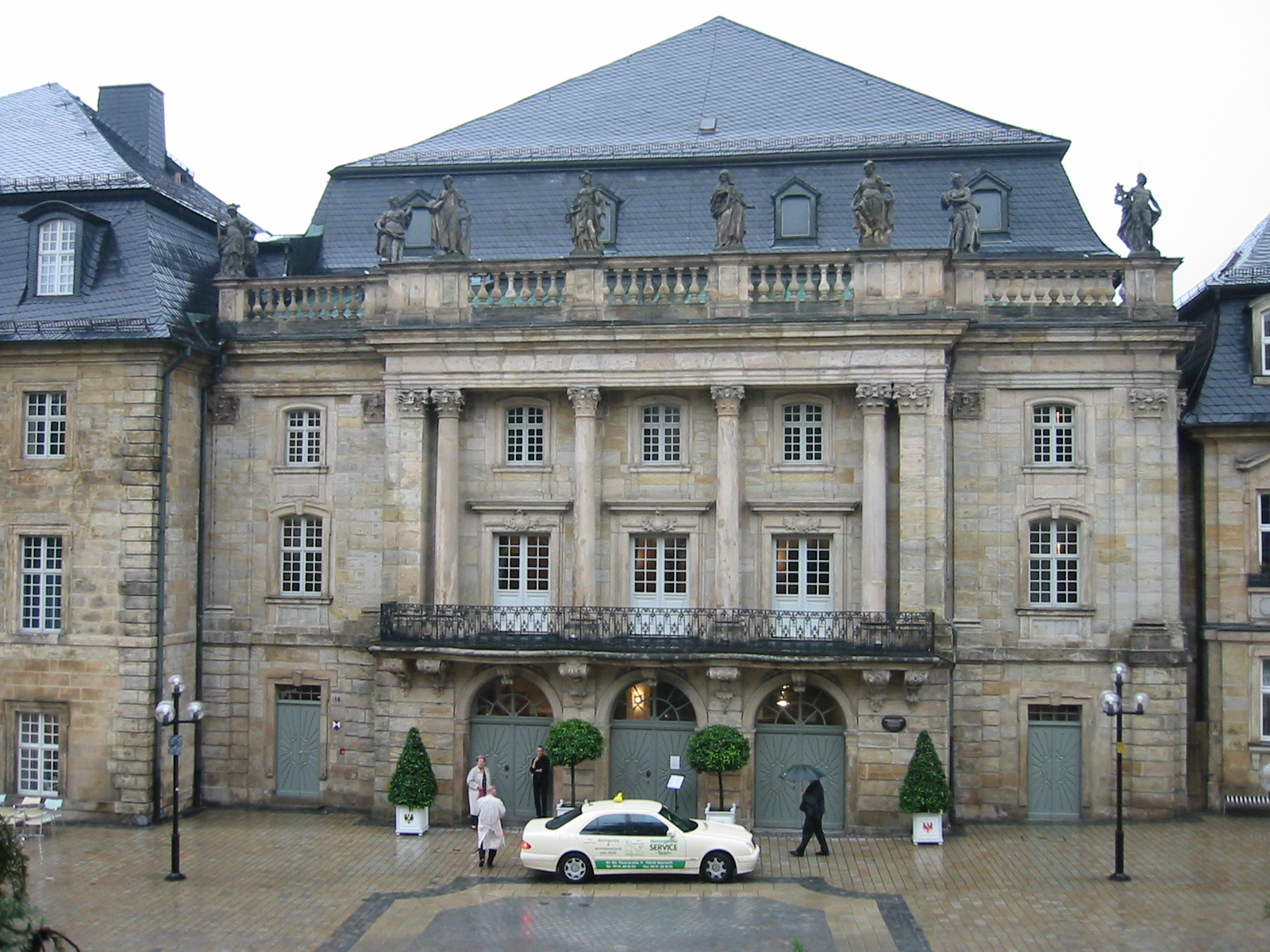
Markgräfliches Opernhaus (Opera)

Împrejurimile Bayreuthului au fost acoperite de păduri virgine, neprielnice colonizării oamenilor, în trecutul mai îndepărtat. Urme arheologice sporadice datează din paleolitic și neolitic (în câteva localități învecinate, pe o rază de circa 25 km). Urme mai numeroase din perioadele bronzului și fierului (după secolul XVIII î.C.). Există așezări celte în vecinătățile Bayreuthului, celții fiind alungați spre sud de către grupuri etnice venite din nord (la început hermunduri, mai târziu turingi). Zona Bayreuth nu a fost niciodată ocupată de romani. În anul 531 d.C., turingii au fost alungați de un alt grup etnic german, originar din nord-vestul Germaniei (de pe cursul inferior al Rinului) - francii. Acest grup a determinat destinul zonei, până în zilele de azi.
Tot în secolul al VI-lea au avut loc imigrări neînsemnate ale unor grupuri etnice slave. Nota predominantă o imprimă însă francii. Grupurile slave sunt treptat asimilate si germanizate. Unele toponime (cele cu sufixul „itz”) mai amintesc până în zilele noastre originea lor slavă (de exemplu: Seulbitz, Dörschnitz, Redwitz, Mitwitz etc).
În perimetrul actual al orașului Bayreuth nu au existat până în secolul al XI-lea așezări umane. 

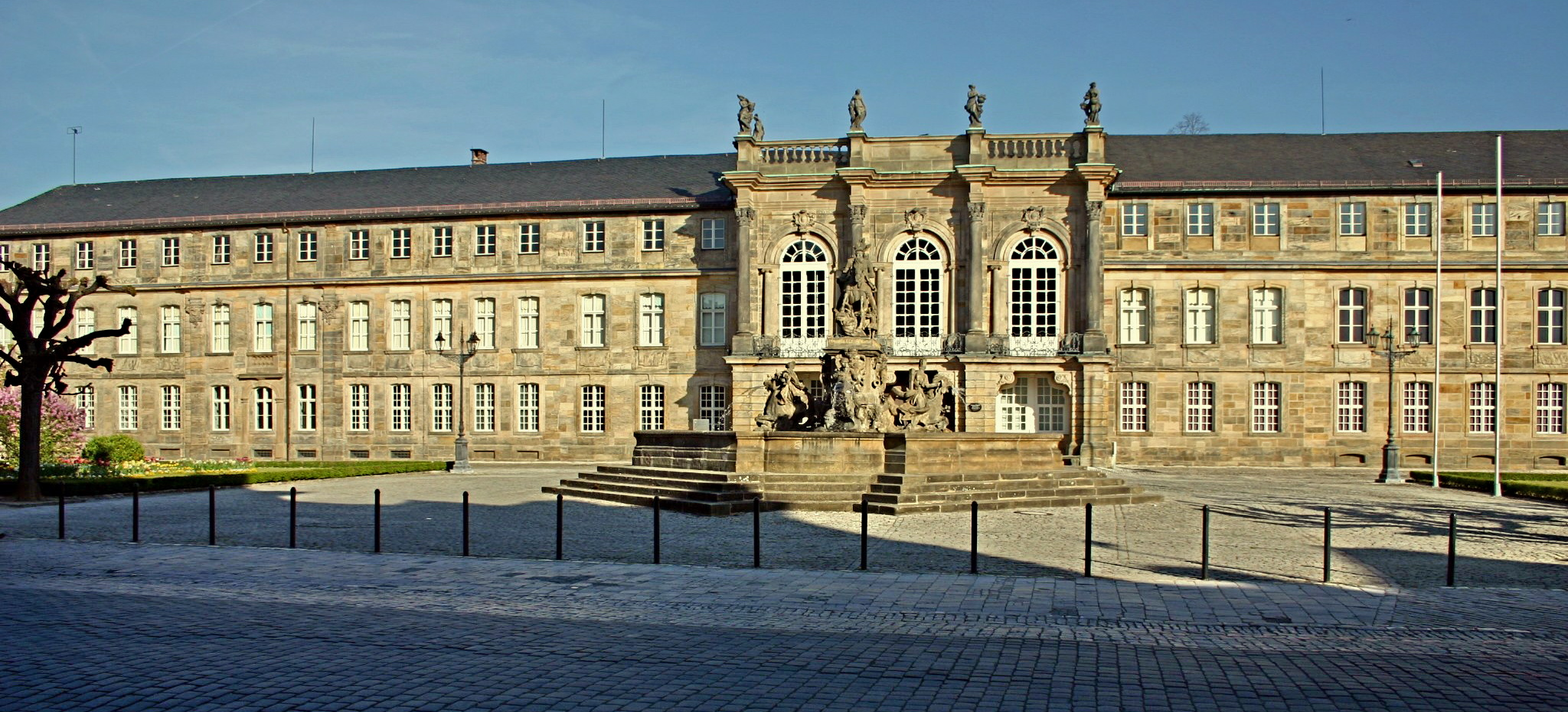
Castelul Neues Schloss

În anul 1035 actualul cartier Seulbitz este amintit într-un document al împăratului Konrad II. În 1142 actualul cartier St.Johannis este atestat într-un act al vremii sub  denumirea „Altentrebgast”. Întemeierea localității Bayreuth a avut loc probabil după anul 1149 de către familia conților de Andechs (mai târziu duci de Meran), originară din Diessen (localitate lângă lacul Ammersee în Tirolul austriac, pe atunci teritoriu bavarez), intrați prin mezalianță în posesiunea unor extinse terenuri pe cursul superior al Mainului, în zona Bayreuth-Kulmbach.
Bayreuth apare pentru prima dată într-un document oficial din anul 1194 sub numele de „Villa Bayerruthe” („Colonia defrișării bavareze”). Este vorba de coloniști bajuwari (bavarezi), aduși de către familia de Andechs din regiuni bavareze (nefrancone) la Bayreuth, pentru lucrări de defrișare ale pădurilor și de întemeiere a unei localităti. Primele case (o vilă cu mai multe dependințe) au fost construite in actuala stradă Kanzleistrasse, vizavi de biserica parohială Stadtkirche. Vila a fost locuită de familia de Andechs. În jurul acestui nucleu s-a construit apoi orașul vechi.
În anul 1231 Bayreuthul apare în documente ca „Civitas Bayerruthe” („orașul Bayerruthe”), iar în 1292 simplu ca „Beuerreuth”. Orașul a fost clădit pe terasa neinundabilă a râului Main, înconjurat de ziduri, fortificații și șanțuri cu apă, de apărare.
În 1430 Husiții distrug orașul, refăcut scurt timp după aceea.
Îm 1527, în timpul Reformei protestante, locuitorii devin protestanți (în acea vreme vasalii erau obligați să adopte religia stăpânitorului local („Cuius regio, euis religio”). Până azi, Bayreuthul a rămas un bastion protestant (peste 70% din locuitori sunt luterani).
În anul 1603 reședința comitatului se mută de la Kulmbach la Bayreuth. În 1621 orașul avea cca 6000 locuitori. Mari daune materiale a avut de suferit în timpul „Războiului de 30 ani” (1618-1648).
În 1732 începe era de guvernare a marchizei Wilhelmine, sora preferată a regelui Frederic cel Mare al Prusiei, epoca cea mai grandioasă (arhitectural) din istoria orașului. Ea construiește cele mai de seamă edificii din oraș și din apropierea orașului (Opera - Markgräfliches Opernhaus, castelul Neues Schloss cu Hofgarten, Eremitage, castelul Schloss Fantaisie din Donndorf, clădirile si parcul din Sanspareil). Este vizitată de Voltaire, cu care coresponda în limba franceză și care îi aprecia spiritualitatea. În timpul domniei ei a fost înființată prima universitate la Bayreuth, între 1742-1743 (timp de 471 de zile), la început în clădirea „Lateinschule” (din Piața Kirchplatz), apoi în clădirea „Postei” (strada Friedrichstrasse 15). Wilhelmine este înmormântată in biserica Schlosskirche din Bayreuth, împreuna cu soțul (marchizul Friedrich) si fiica. În același răstimp, mulți demnitari din anturajul Wilhelminei și-au ridicat palate impozante în Bayreuth (Palais D'Adhemar, Palais Gontard, palatul de pe strada Richard Wagnerstr.2 etc). Stilul arhitectonic al clădirilor din epoca Wilhelminei a fost baroc (până la mijlocul secolului al XVIII-lea) si rococo (în a doua jumătate a secolului al XVIII-lea).
Între 1791-1806 intră în componența Regatului Prusia, între 1806-1810 stă sub stăpânire franceză (Napoleon Bonaparte a vizitat orașul), iar între 1810-1918 a aparținut Regatului Bavaria (după 1918, până în prezent, landului Bavaria). Populația a rămas predominat francă, cu un dialect si cu o mentalitate specifică.
În anul 1872, cu ajutorul regelui Ludovic al II-lea al Bavariei, se mută la Bayreuth compozitorul Richard Wagner, ceva mai târziu si socrul lui R.Wagner, compozitorul si pianistul Franz Liszt. Ambii sunt îngropați la Bayreuth în cimitirul principal de pe strada Erlangerstrasse. În 1876 se inaugurează la Bayreuth primul Festival Richard Wagner, în noua clădire Festspielhaus de pe dealul Grüner Hügel.
Dupa 1918 Bavaria devine componentă a Imperiului German (Deutsches Reich). Între 1933-1945 orașul este vizitat de mai multe ori de cancelarul Adolf Hitler, prieten și admirator al familiei si al operelor lui Richard Wagner. Hitler intenționa să transforme orașul într-un mare centru districtual. În anul 1945 orașul a fost distrus în proporție de 40% în timpul bombardamentelor anglo-americane. După 1945 a intrat în zona de ocupație americană, devenind capitala provinciei Oberfranken (Franconia Superioară). În prezent are 71.000 locuitori.

## Personalități care au vizitat sau au trăit în orașul Bayreuth
Voltaire (pseudonimul scriitorului francez Francois-Marie Arouet) (1694-1778): invitat al marchizei Wilhelmine în luna sept.1734; a interpretat cu acest prilej un rol pe scena teatrului roman in aer liber de la Eremitage-Bayreuth, alături de Wilhelmine.
Carl Maria von Weber (1786-1826): în anul 1793, la vârsta de 7 ani; a jucat roluri de copil în mai multe opere și piese de teatru, puse în scenă in sala „Reithalle” (azi „Stadthalle” - Teatrul) de tatăl sau, directorul de trupă Franz-Anton von Weber.
Alexander von Humboldt (1769-1859): a locuit 4 ani în Bayreuth (între anii 1792-1796).

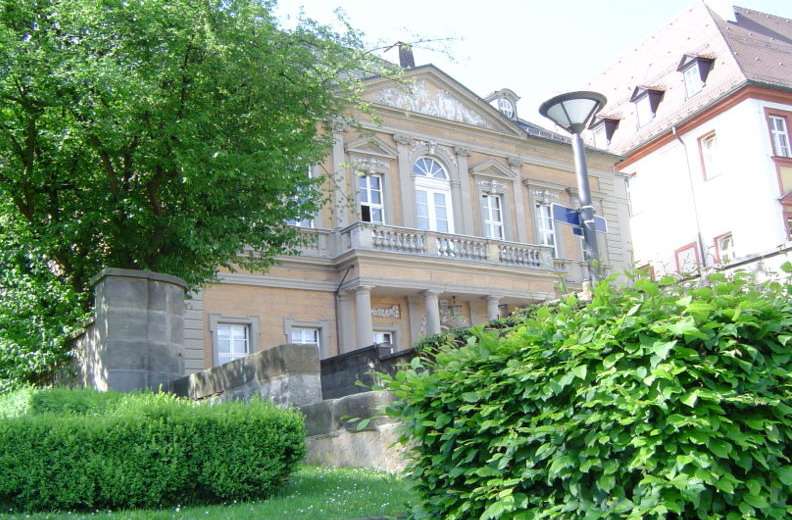
Palais d'Adhemar

Napoleon Bonaparte (1769-1821): a trecut prin Bayreuth de două ori (la 15 mai 1812 si la 8 august 1812). În comuna Wonsees (la 25 km vest de Bayreuth) există o placă comemorativă pe casa in care Napoleon a locuit câteva zile.
Maria Anna (Marianne) Thekla Mozart (1758-1841) (verișoara compozitorului Wolfgang Amadeus Mozart): a locuit în ultimii 27 ani de viață la Bayreuth (între anii 1814-1841), în clădirea "Postei", împreună cu fiica Maria Josepha și cu ginerele Franz-Joseph Streitel (angajat poștal). A fost înmormântată la Bayreuth, în cimitirul principal, dar locul exact al mormântului nu mai este în prezent cunoscut. În timpul tinereței sale a purtat o picantă corespondență amoroasă cu verișorul ei Wolfgang-Amadeus Mozart (1756-1791).
Richard Wagner: s-a mutat la Bayreuth la data de 24 aprilie 1872. A locuit in primele 3 zile pe strada Bahnhofstr.14, într-o casă închiriată la intervenția sorei sale Ottilie Brockhaus, pe lângă rudele soțului ei din Bayreuth. La data de 27 aprilie 1872 R. Wagner s-a mutat provizoriu la hotelul „Fantaisie” din Donndorf (comună la 4 km vest de Bayreuth), nu departe de castelul „Fantaisie”. Spre sfârșitul lunii sept.1872 familia Wagner s-a mutat din Donndorf în casa de pe strada Dammallee nr.7 din Bayreuth. Aici a început penultima sa opera „Götterdämmerung” („Amurgul Zeilor”), terminată in „Haus Wahnfried”, casă in care s-a mutat în toamna anului 1874. Cu „Amurgul Zeilor” a încheiat - după 26 ani - tetralogia „Inelul Nibelungilor”. În Bayreuth a compus și cea din urmă operă a vieții sale, „Parsifal”. A murit la Veneția (în Palatul Vendradim), în ziua de 13 februarie 1883, la vârsta de 70 ani, în urma unei afectiuni cardiace. Soția Cosima (fiica compozitorului Franz Liszt) a preluat după decesul soțului conducerea Festivalului Wagner, supraviețuind încă 47 de ani. Au avut 3 copii: Isolde (1865-1919), Eva (1867-1942, căsătorită cu H.S.Chamberlain) si Siegfried (1869-1930, căsătorit cu Winifred Williams-Klindworth).

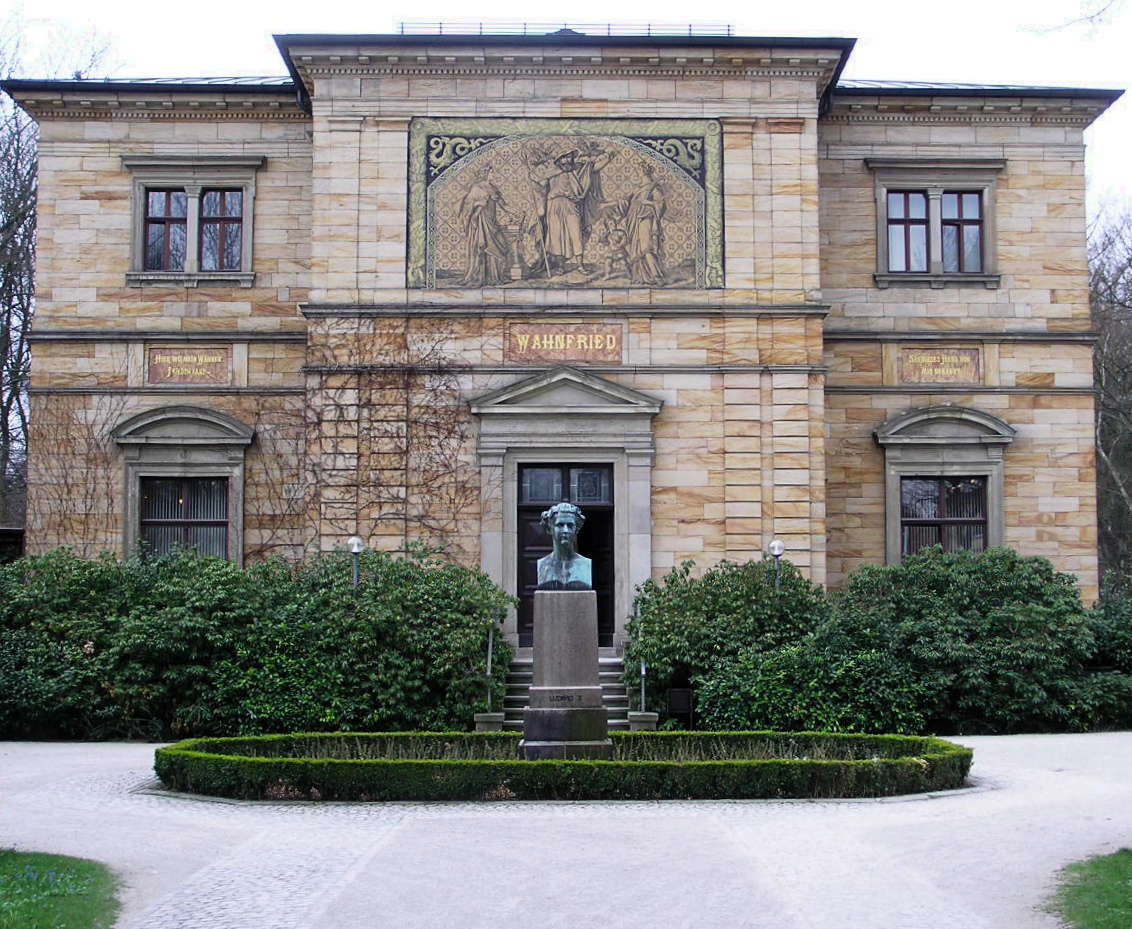
Haus Wahnfried (vila familiei Wagner, azi muzeu)

Motivele care l-au indemnat pe Richard Wagner sa aleagă ca reședință orașul Bayreuth au fost următoarele:
- orașul era situat in Bavaria, țara ocrotitorului său, regele bavarez Ludwig II (1845-1886), față de care s-a simțit profund îndatorat si legat.

- Bayreuthul era amplasat geografic în inima Imperiului German, relativ ușor accesibil din toate direcțiile.

- avea o clădire de operă (puțin folosită), în care el spera să prezinte in exclusivitate operele sale (ulterior scena operei s-a dovedit a fi neîncăpătoare înscenărilor wagneriene, ceea ce l-a determinat să construiasca - cu sprijinul financiar al regelui bavarez Ludwig II - cladirea „Festspielhaus” de pe dealul Grüner Hügel).

- nu existau alte teatre în oraș care să-i facă concurență (nu admitea - din orgoliu - concurența).

- se afla în vecinătatea masivului muntos Fichtelgebirge, leagănul legendar al unor grupuri etnice germane.

Albert Schweizer (1875-1965): ședere temporară în anul 1906.
Adolf Hitler (1889-1945): După preluarea puterii in 1933, Hitler a venit anual la Bayreuth spre a vizita familia Wagner și spre a lua parte la Festivalul Wagner. A fost găzduit fie în „Haus Wahnfried” (vila familiei Wagner, mai precis in clădirea-anexă „Siegfriedhaus”, construită de fiul lui R.Wagner), fie in vila de pe strada Parkstr.4 (nu departe de „Haus Wahnfried”).

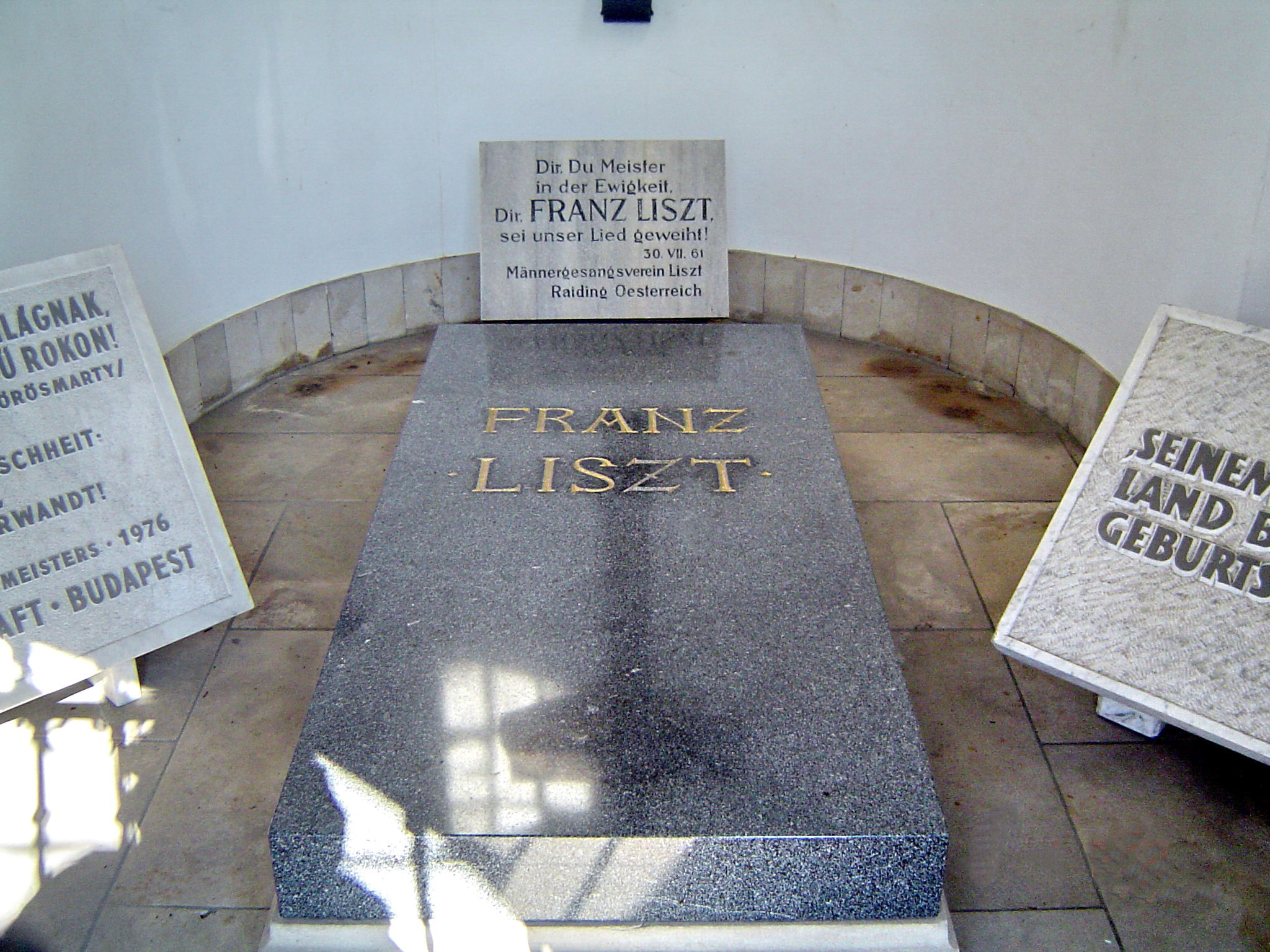
Mormântul lui Franz Liszt (cimitirul principal din Bayreuth)

Multi regi din Europa sau Asia (Bavaria, Prusia, Bulgaria, Grecia, Tailanda etc), veniti să asiste (după 1876) la spectacolele Festivalului Wagner, de asemenea numerosi prim-miniștri, miniștri, ambasadori și alti demnitari politici de înalt rang de pe toate continentele.
Nenumărați compozitori și dirijori: Franz Liszt (socrul lui Richard Wagner; înmormântat la Bayreuth), Anton Bruckner, Richard Strauss, Engelbert Humperdinck, Hans Richter, Hermann Levi, Arturo Toscanini, Hans Knappertbusch, Herbert von Karajan s.a.
Marele maestru al spionajului sovietic Richard Sorge (prezent, înainte de al doilea război mondial, din motive neclare, la mai multe spectacole Wagner).
Elvis Presley, cu ocazia stagiului militar efectuat în anul 1956, la unitatea americana din Grafenwöhr (30 km sud-est de Bayreuth).

## Patrimoniu cultural al umanității UNESCO
Opera din Bayreuth (Markgräfliches Opernhaus) a fost înscrisă în anul 2012 pe lista patrimoniului cultural mondial al UNESCO.

## Vezi și
- Lista orașelor din Bavaria
- Listă de orașe din Germania
- Festivalul de la Bayreuth